# عبد الله بن عباس بن الصديق
عَبد الله بن عباس بن الصّديق الحَنفِي المكِّي (1853/1854 - 4 نوفمبر 1907) كان حنفي مفتي مكة قبل الأخِير.
وُلِدَ عبد الله بن عباس بن جعفر بن عباس بن محمد بن صديق في مكة سنة 1270 هـ (1853/1854). بعد أن حَفِظَ القُرآن، بدأ في البحث عن المعرفة. غَالِبًا كان يَدرُسُ على يد والده، الذي حضر مُحاضراته في الفقه الإِسلامي، والحَديث النّبوي، والتّفسير، ومنه تلقى الإجازة. كما تعلَّم من السيد أحمد دحلان والشيخ يوسف الخربوطي، وقرأ مسلسل العلم الأول من الشيخ أبو الخضير محمد بن إبراهيم المصري. حصل على إذن للتدريس في المسجد الحرام.
في عام 1311 (1893/1894)، أو 1312 (1894/1895)،  عُيِّنَ مُفتي للحنفيين من قِبل شريف عون رفيق، بشرط أن يتشاور مع والده الشيخ عباس ومع الشيخ أحمد أبو الخير مرداد، الذي رفض عرض شريف بتولي المنصب.
في عام 1907، وبناءً على طلب السُّلطان عبد الحميد، أرسل شريف علي وفدًا من العُلماء إلى بِلاد اليمن، بما في ذلك عبد الله والشيخ والعلماء محمد سعيد باباسيل والشيخ صالح كمال والشيخ محمد خياط، بهدف إقناع الإمام يحيى بإنهاء جهاده ضد الدولة العثمانية. لم يرجع الشيخ عبد الله لأنّهُ توفي في صنعاء في الساعة الثّانية صباحًا يوم الاثنين، 27 رمضان 1325 (4 نوفمبر 1907) أثناء قراءة القرآن.
كان له ولدان، مهدي وبكر، ولم يتبعه أحدهما ليصبح طالبًا للدين.

## مَرَاجِع
1. ↑  Abū Sulaymān، ‘Abd al-Wahhāb. "الإفتاء في مكة المكرمة والمدينة المنورة ما قبل الحكم السعودي" [The office of ifta in Mecca and Medina before Saudi rule]. alhejaz.org. مؤرشف من الأصل في 2017-04-18.
2. ↑  Sabbagh، Mahmoud Abdul-Ghani (4 مارس 2010). "Modernity in Makkah: History at a glance". Arab News. مؤرشف من الأصل في 2016-03-03.
3. 1 2 3 4  ‘Abd Allāh Mirdād Abū al-Khayr (1986). المختصر من كتاب نشر النور والزهر في تراجم أفاضل مكة / al-Mukhtaṣar min kitāb Nashr an-nūr wa’z-zahr fī tarājim afāḍil Makkah (ط. 3rd). Jiddah [Jeddah]: ‘Ālam al-Ma‘rifah. ص. 304–305.
4. 1 2  "وجـوه حجازيـة / Wujūh Ḥijāzīyah". Majallat al-Ḥijāz. مؤرشف من الأصل في 2017-03-23.
5. 1 2  "عبد الله بن عباس بن جعفر بن عباس". makkah.org.sa. مؤرشف من الأصل في 2016-03-04.
6. 1 2  ‘Umar ‘Abd al-Jabbār (1982). "الشيخ عبد الله بن عباس بن صديق / ash-Shaykh 'Abd Allāh ibn 'Abbās ibn Ṣiddīq". سير وتراجم بعض علمائنا في القرن الرابع عشر للهجرة / Siyar wa tarājim ba‘ḍ ulamā’inā fī al-qarn ar-rābi‘ ‘ashr lil-hijrah (ط. 3rd). Jiddah [Jeddah]: Tihāmah [Tihama]. ص. 143.